# Bert Bushnell
Bertram Harold Thomas "Bert" Bushnell (født 3. september 1921 i Wargrave, død 10. januar 2010 i Reading) var en britisk roer og olympisk guldvinder.

## Sportskarriere
Bushnell roede oprindeligt singlesculler og havde succes i to prestigefyldte britiske løb i 1947 samt i løbet af vinteren 1947-1948 været på turné i Sydamerika, hvor han havde vundet alle de løb, han stillede op i; han var derfor skuffet over ikke at blive udtaget i denne disciplin til OL 1948 på hjemmebane i London. I stedet deltog han i dobbeltsculler sammen med Richard "Dickie" Burnell, og denne duo blev nummer to i indledende heat, men vandt derpå opsamlingsheatet og deres semifinale. I finalen var det den uruguayanske duo Juan Antonio Rodríguez og William Jones, der lagde bedst ud, men faldt tilbage, og derpå blev det en kamp mellem briterne og danskerne Aage Larsen og Ebbe Parsner, og her vandt briterne med fire sekunders forspring, mens danskerne fik sølv og uruguayanerne bronze.
Bushnell indstillede sin rokarriere efter OL.
Han havde, inden han slog sig på roning, været en talentfuld sprinter og fodboldspiller. Han dyrkede desuden golf og squash i en periode.

## Øvrige karriere
Bushnell var oprindeligt maskinlærling på et bådværft. Under anden verdenskrig gjorde han tjeneste på en motortorpedobåd og deltog i evakueringen efter slaget ved Dunkerque.
Efter sin rokarriere arbejdede han i sin families bådværft, inden han etablerede sit eget værft i 1951. Han opbyggede senere et skibsudlejningsfirma og var formand for bestyrelsen i British Hire Cruiser Federation. Efter sin pensionering slog han sig ned i Portugal, men vendte tilbage til England efter sin kones død.

## OL-medaljer
- 1948:  Guld i dobbeltsculler